# Extraliga (Belarus) 1996/97
Die Saison 1996/97 war die fünfte Spielzeit der belarussischen Extraliga, der höchsten belarussischen Eishockeyspielklasse. Meister wurde zum zweiten Mal in der Vereinsgeschichte Polimir Nawapolazk.

## Hauptrunde

### Modus
In der Hauptrunde absolvierte jede der vier Mannschaften insgesamt zwölf Spiele. Der Erstplatzierte der Hauptrunde wurde Meister. Für einen Sieg erhielt jede Mannschaft zwei Punkte, bei einem Unentschieden gab es einen Punkt und bei einer Niederlage null Punkte.

### Tabelle
|    | Klub               | Sp | S | U | N | Tore  | Punkte |
| -- | ------------------ | -- | - | - | - | ----- | ------ |
| 1. | Polimir Nawapolazk | 12 | 9 | 2 | 1 | 68:21 | 20     |
| 2. | Tiwali Minsk       | 12 | 4 | 4 | 4 | 25:30 | 12     |
| 3. | HK Njoman Hrodna   | 12 | 5 | 2 | 5 | 36:34 | 12     |
| 4. | HK Junost Minsk    | 12 | 0 | 4 | 8 | 25:69 | 4      |

Sp = Spiele, S = Siege, U = unentschieden, N = Niederlagen, OTS = Overtime-Siege, OTN = Overtime-Niederlage, SOS = Penalty-Siege, SON = Penalty-Niederlage